# 프롱드니크체르보니
프롱드니크체르보니(폴란드어: Prądnik Czerwony)는 폴란드 마워폴스카주 크라쿠프를 구성하는 18개의 구 중 하나다. 프롱드니크체르보니라는 이름은 현재 이 구에 속해 있는 동명 오시에들레에서 유래한다.